# Educação musical nos Estados Unidos
A música é uma parte importante da educação nos Estados Unidos, e é uma parte da maioria ou todas os sistemas escolares no país. A educação musical é geralmente obrigatória nos primeiros anos das escolas públicas, e eletiva nos últimos anos.
As escolas geralmente oferecem classes de canto, a maioria de corais, e instrumentos na forma de uma grande banda escolar. A música pode também ser parte de produções teatrais realizadas pelos departamentos de drama das escolas. Muitas escolas públicas e privadas tem sustentado clubes musicais e grupos, muito comumente incluindo a banda de marcha que toca durante os jogos esportivos da escola de ensino médio, algo que começou com a grande popularidade da Banda de Sousa nos anos 1880s e 1890s.
O ensino superior no campo da música nos Estados Unidos é na maior parte baseada entorno de grandes universidades, ainda que existam importantes academias menores de música e conservatórios. Departamentos de música das universidades podem subsidiar bandas derivadas das bandas de marcha que sejam uma parte importante do eventos de esporte do colégio, proeminentemente possuindo músicas de lutas, a grupos de barbershop, glee clubs, jazz ensembles e sinfonias, e podem adicionalmente subsidiar programas sociais de música, como ao trazer músicos estrangeiros até a área de concertos. Universidades podem também ter um departamento de musicologia, e fazer pesquisa em muitos estilos de música.